# Bataille de Saint-Mihiel
Première Guerre mondiale
Batailles
Front d'Europe de l’Ouest
- Liège (8-1914)
- Namur (8-1914)
- Frontières (8-1914)
- Anvers (9-1914)
- Grande Retraite (9-1914)
- Marne (9-1914)
- Course à la mer (9-1914)
- Yser (10-1914)
- Messines (10-1914)
- Ypres (10-1914)
- Givenchy (12-1914)
- 1re Champagne (12-1914)
- Hartmannswillerkopf (1-1915)
- Neuve-Chapelle (3-1915)
- 2e Ypres (4-1915)
- Colline 60 (4-1915)
- Artois (5-1915)
- Festubert (5-1915)
- Quennevières (6-1915)
- Linge (7-1915)
- 2e Artois (9-1915)
- 2e Champagne (9-1915)
- Loos (9-1915)
- Verdun (2-1916)
- Redoute Hohenzollern (3-1916)
- Hulluch (4-1916)
- 1re Somme (7-1916)
- Fromelles (7-1916)
- Arras (4-1917)
- Vimy (4-1917)
- Chemin des Dames (4-1917)
- 3e Champagne (4-1917)
- 2e Messines (6-1917)
- Passchendaele (7-1917)
- Cote 70 (8-1917)
- 2e Verdun (8-1917)
- Malmaison (10-1917)
- Cambrai (11-1917)
- Bombardements de Paris (1-1918)
- Offensive du Printemps (3-1918)
- Lys (4-1918)
- Aisne (5-1918)
- Bois Belleau (6-1918)
- 2e Marne (7-1918)
- 4e Champagne (7-1918)
- Château-Thierry (7-1918)
- Le Hamel (7-1918)
- Amiens (8-1918)
- Cent-Jours (8-1918)
- 2e Somme (9-1918)
- Bataille de la ligne Hindenburg
- Meuse-Argonne (10-1918)
- Cambrai (10-1918)

Front italien
Front d'Europe de l’Est
Front des Balkans
Front du Moyen-Orient
Front africain
Bataille de l'Atlantique
La bataille de Saint-Mihiel désigne un important engagement de la Première Guerre mondiale, sur le saillant de Saint-Mihiel dans le département de la Meuse, qui fut le premier auquel participèrent les troupes américaines, et qui se solda par une victoire alliée.

## Opérations
Après la guerre de 1870-1871, la ville de Saint-Mihiel abrite la garnison du 40e division : cette position n'est pas fortifiée dans le cadre du système Séré de Rivières, au contraire de la place de Verdun. La situation change au début de la Première Guerre mondiale : la petite ville se trouve en effet au cœur d’un saillant allemand s'avançant dans les lignes françaises, le « saillant de Saint-Mihiel ».

### 1914
Dès le début des opérations, en août 1914, la prise de Verdun constitue un objectif majeur des Allemands qui y voient une manière de saper le moral français, espérant ainsi annihiler toute opposition de l'armée de Joffre. L'objectif des Allemands est alors d'encercler les Français. Une première tentative à l'ouest et au sud-est par Pont-à-Mousson, les combats du Bois-le-Prêtre, est un échec, mais les deuxième et troisième attaques permettent aux Allemands de prendre Saint-Mihiel et de maîtriser le fort du Camp-des-Romains qui la surplombe. Cependant, la résistance du fort de Troyon les arrête, sauvant Verdun qui demeure française.
Le front se stabilise alors et s’organise autour des réseaux de tranchées : la ligne de front Verdun–Vosges–Belfort est désormais brisée par ce « saillant ». Celui-ci limite les possibilités d’approvisionnement de la place de Verdun en coupant la voie Verdun-Nancy. Cette position stratégique explique les efforts incessants de l'état-major allemand pour s’y maintenir malgré toutes les tentatives françaises.

### 1915 - Bataille de la Woëvre (5-14 avril)

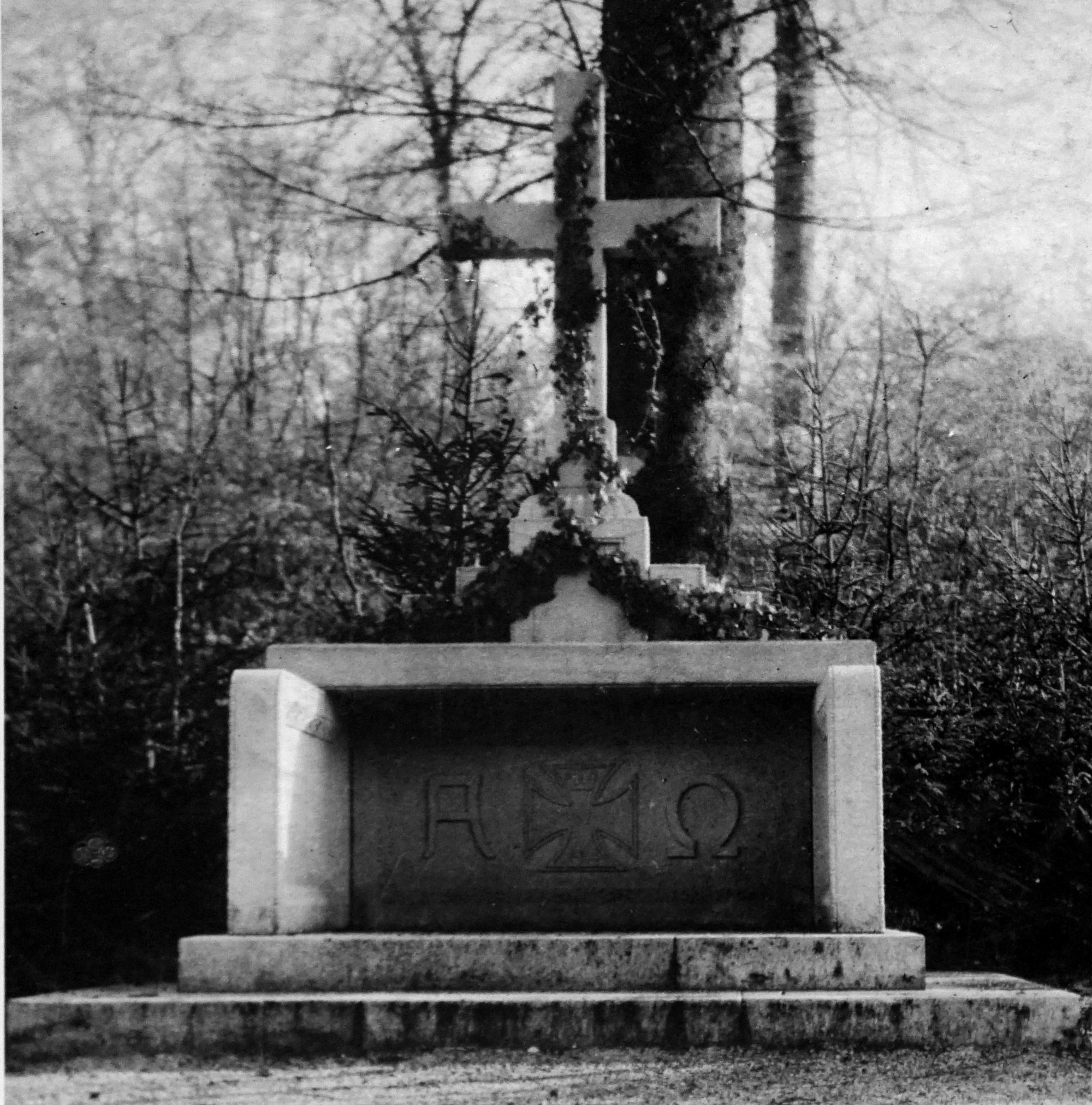
Un corps d'armée bavaroise s'installait autour de Saint-Mihiel et y organisait ses cimetières, ici le RI de Landwehr.

Dans une note du 20 janvier 1915, Joffre prescrivait trois offensives de printemps, dont une combinée par la 1re armée, le détachement d'armée du Général Gérard et la garnison de Verdun dans la Woëvre pour réduire la poche de Saint-Mihiel.

#### Objectif et moyens
Le détachement d'armée du Général Gérard formé spécifiquement pour l'occasion est composé du :
- 1er corps d'armée du général Guillaumat ;
- 2e corps d'armée du général Gérard ;
- la Division de marche du Général de Morlaincourt ;
- une division de cavalerie et État-major du Corps Conneau ;
- une artillerie lourde d'armée ;
- un service d'aviation[1].

Le détachement d'armée a pour mission principale d'attaquer vers l'est pour atteindre la ligne Parfondrupt - Brainville - Hannonville - Sponville.
Une partie du détachement composée de la division Morlaincourt et d'une des divisions de 2e ligne attaquera en direction de Lachassée - Woel - Avillers.
La 1re armée du général Dubail participe en partie par le :
- 6e Corps d'Armée pour appuyer l'action du détachement d'armée Gérard.
- 12e Corps d'Armée pour l'attaque face au nord entre Saint-Mihiel et Pont-à-Mousson en direction de Thiaucourt[1].

Enfin, la garnison de Verdun sera chargée de couvrir le flanc gauche du détachement d'armée Gérard dans la direction d'Etain.
Le général commandant le groupe provisoire de l'est mentionne en date du 26 mars 1915 dans l'instruction personnelle et secrète no 929 : « L'opération doit être préparée dans le plus grand secret et exécutée avec une rapidité et une énergie extrêmes. Il faut qu'elle ait le caractère d'une surprise violente. »

#### Déroulement
L'état-major du détachement d'armée du général Gérard se réunit le 26 mars 1915 à midi à l'Hôtel d'Anglemont de Verdun.
La mise en batterie de l'artillerie s'étale du 26 mars au 3 avril. Le 4 avril, les réglages commencent mais sont très perturbés par le temps brumeux et pluvieux.
Les 1er et 2e Corps d'armée, étant affectés initialement à la IVe armée, se trouvent dans la région de Châlons-sur-Marne le 26 mars. Le 4 avril midi, les troupes sont dans le secteur de l'attaque. Dans la nuit du 4 au 5 avril, les troupes d'attaque prennent leur place.
Le 2 avril, les reconnaissances par avion commencent. Le 3 et le 4 avril, elles sont annulées par le mauvais temps.
La bataille commence le 5 avril dont l'heure de déclenchement est décalée de la matinée au début d'après-midi à cause du mauvais temps. Elle débute à 14h15. Rapidement, les troupes se rendent compte que la préparation d'artillerie n'a pas ouvert de brèche dans les réseaux de barbelés. Les pluies continues rendent rapidement le terrain difficilement praticable. Le 3 premiers jours de l'attaque n'ont pas permis de pénétrer les réseaux de barbelés. Le 8 avril est consacré à l'organisation du terrain conquis et à l'ouverture de brèches par l'artillerie dans les réseaux de barbelés. En soirée, ces brèches sont encore trop peu nombreuses. Les attaques reprennent le 9 avril puis le 12 et le 13 avril sans plus de succès. Le manque d'efficacité des tirs d'artillerie dû à de multiples facteurs en est la principale cause retenue. Quelques coups de forces sont finalement tentés le 14 avril sans succès.
Pour le 6e corps d'armée, le 9 avril - La ligne de crête des Éparges est prise par le 106e R.I. et le 25e Bataillon de Chasseurs à Pied soutenus par le 132e R.I.
La dissolution du détachement d'armée Gérard est actée le 23 avril 0h00.

### 1918 - Bataille de Saint-Mihiel (12-13 septembre)

#### Objectif et moyens
Dès le 24 juillet, pendant la Bataille de la Marne, au quartier général du château de Bombon, le maréchal Foch a exposé ses vues aux grands chefs des armées alliées, Haig, Pershing et Pétain. Les armées de l'Entente, ayant atteint l'égalité dans le nombre des combattants, la supériorité dans le nombre des divisions en réserve, ainsi qu'en matière d'aviation, de chars d'assaut et même d'artillerie, et pris l'ascendant moral, le moment est venu de quitter l'attitude générale défensive imposée jusqu'ici par l'infériorité numérique et de passer à l'offensive. L'objectif est de réduire par deux armées franco-anglaises le saillant de Montdidier pour dégager la voie Paris-Amiens, celui de la Lys par les Britanniques pour dégager les mines du Nord ainsi que le saillant de Saint-Mihiel par une armée américaine pour achever le dégagement de Paris-Avricourt.
 Il faut attendre les 12 et 13 septembre 1918 et l’aide de l'armée américaine (dont la 2e division d'infanterie) de l'American Expeditionary Force, commandée par le général Pershing, pour que cette zone soit réduite.
La zone est défendue par 11 divisions allemandes et une austro-hongroise pouvant s’abriter dans plusieurs lignes de tranchées bétonnées. Ces divisions ne comptent qu'environ 5 000 hommes chacune, et la moitié sont des unités de landwehr de moindre valeur. L'armée allemande est, à cette époque, passée sur la défensive : leur retrait hors du saillant, vers la ligne Hindenburg, a déjà été ordonné le 8 septembre, comme le découvriront les alliés après l'assaut, mais il n'est pas encore réalisé. Il n'est donc pas prévu de renforts ou de contre-attaque pour conserver le terrain.
Côté alliés, pas moins de 250 000 hommes sont jetés dans la bataille (dont 216 000 Américains), appuyés par 1 444 avions, 3 100 canons et 267 chars légers. Ils sont donc en très nette supériorité numérique et matérielle.

#### Déroulement

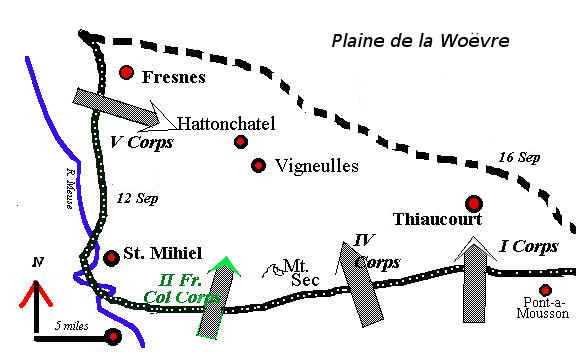
projet d'offensive des Alliés.

La bataille se déroule entre Les Éparges et la Moselle sur un front de 64 kilomètres et dure une trentaine d’heures.
L'armée américaine, à cheval sur la tranchée de Calonne, doit atteindre Hattonchâtel ; pour les Français, la 15e DIC a pour objectif les Éparges et le 2e corps colonial doit s'emparer de Chauvoncourt, Saint-Mihiel et marcher ensuite en direction de l'ouest.
À huit heures, les divisions américaines attaquent en direction de Vigneulles (Nord-Ouest) et, malgré une forte résistance du bastion de Montsec (position jugée imprenable) que les Allemands avaient ordre de tenir à tout prix, l'avance se déroule comme prévu, les unités américaines se révélant extrêmement efficaces. Emportées par leur élan, celles-ci enfoncent les lignes allemandes si bien que le saillant est rapidement conquis.
Le 2e corps colonial réussit lui aussi son attaque (le capitaine Michel Clemenceau est l'un des premiers soldats français à entrer dans Saint-Mihiel le 15 septembre). Il fait 4 000 prisonniers et pousse dans la plaine de la Woëvre jusqu'à la ligne Haumont-Woël-Doncourt.
La 15e DIC s'empare des Côtes de Meuse, de la Crête des Éparges à la route d'Hannonville-ferme Longeau, de Combes et d'Herbeville. En fin d'opérations, elle pousse dans la plaine des reconnaissances, qui occupent les villages de Champlon, Saulx-en-Woëvre, Saint-Hilaire, Wadonville et Avillers en capturant de nombreuses pièces d'artillerie.

«Open attack at St. Mihiel» (Jonas, 1927)

#### Bilan
Les pertes, côté franco-américain, sont de 7 000 hommes dont un tiers de blessés. Les pertes allemandes sont comparables, auquel il faut ajouter 13 200 à 16 000 prisonniers avec leur 400 canons.
Télégramme de Foch à Pershing : « La première armée américaine, sous votre commandement, a remporté dans cette première journée une magnifique victoire par une manœuvre aussi habilement préparée que vaillamment exécutée. »
La bataille de Saint-Mihiel n'est que le prélude du grand assaut que les armées alliées doivent donner à la ligne Hindenburg.

### Monument commémoratif

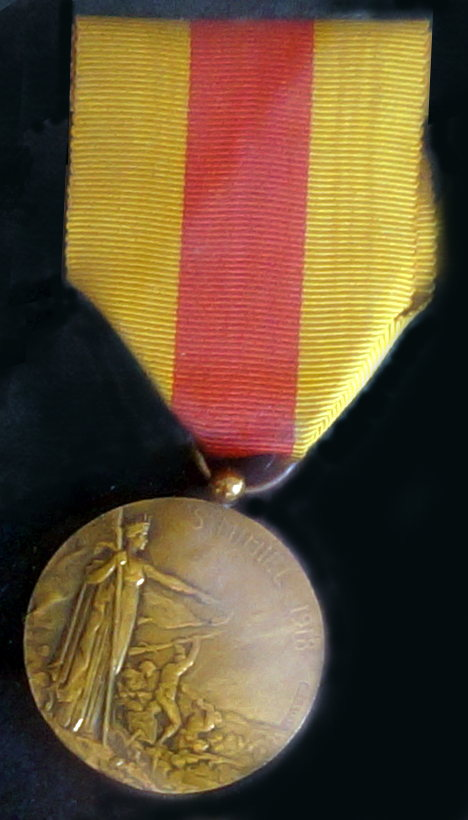
Médaille de St-Mihiel.

En 1932 est édifié un monument sur la butte de Montsec, rendant hommage au courage des divisions américaines et présentant également une carte-relief du champ de bataille.
Le cimetière américain du Saillant de Saint-Mihiel se trouve sur le territoire de la commune de Thiaucourt-Regniéville.

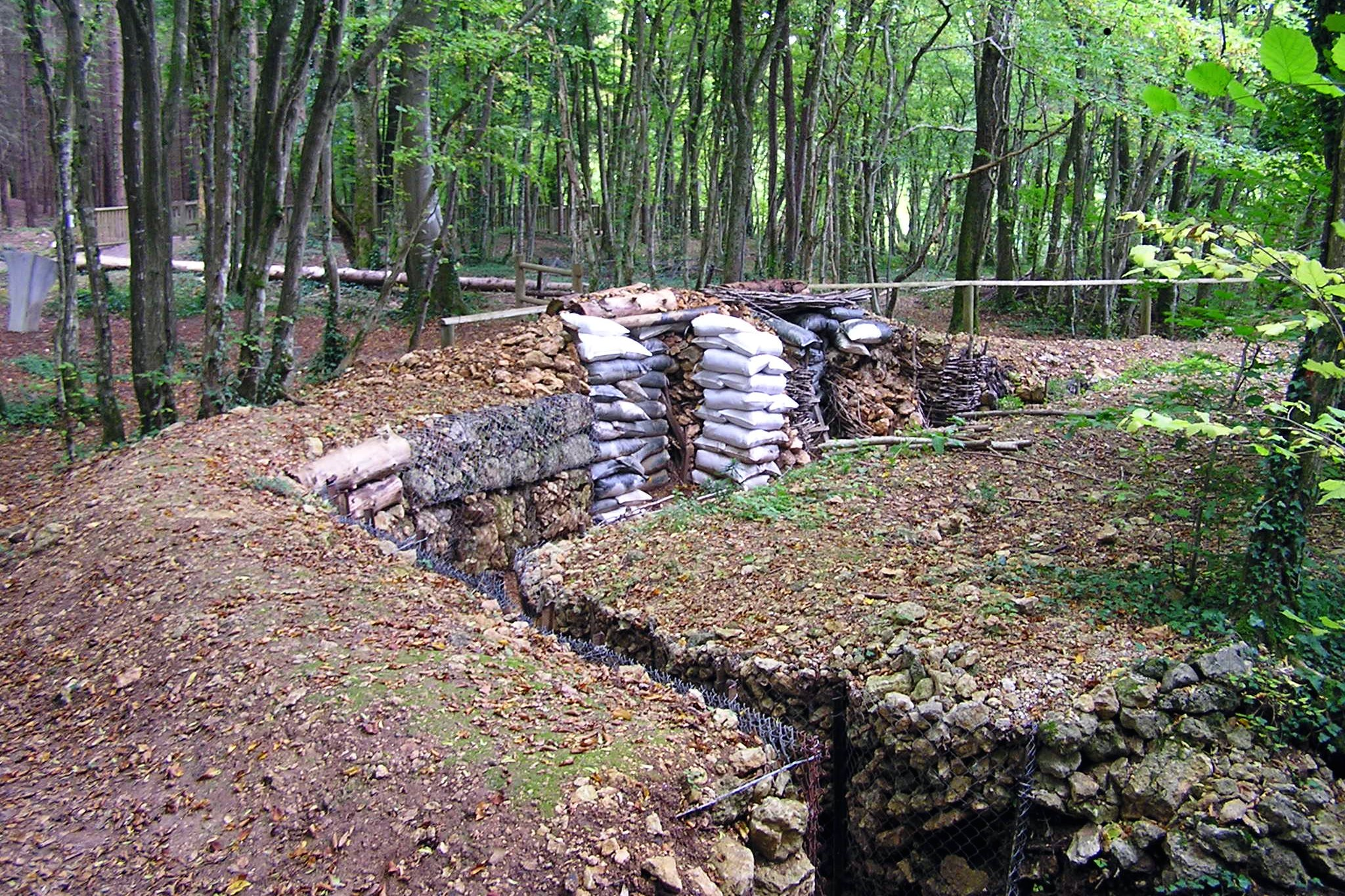
reconstitution d'une tranchée française.

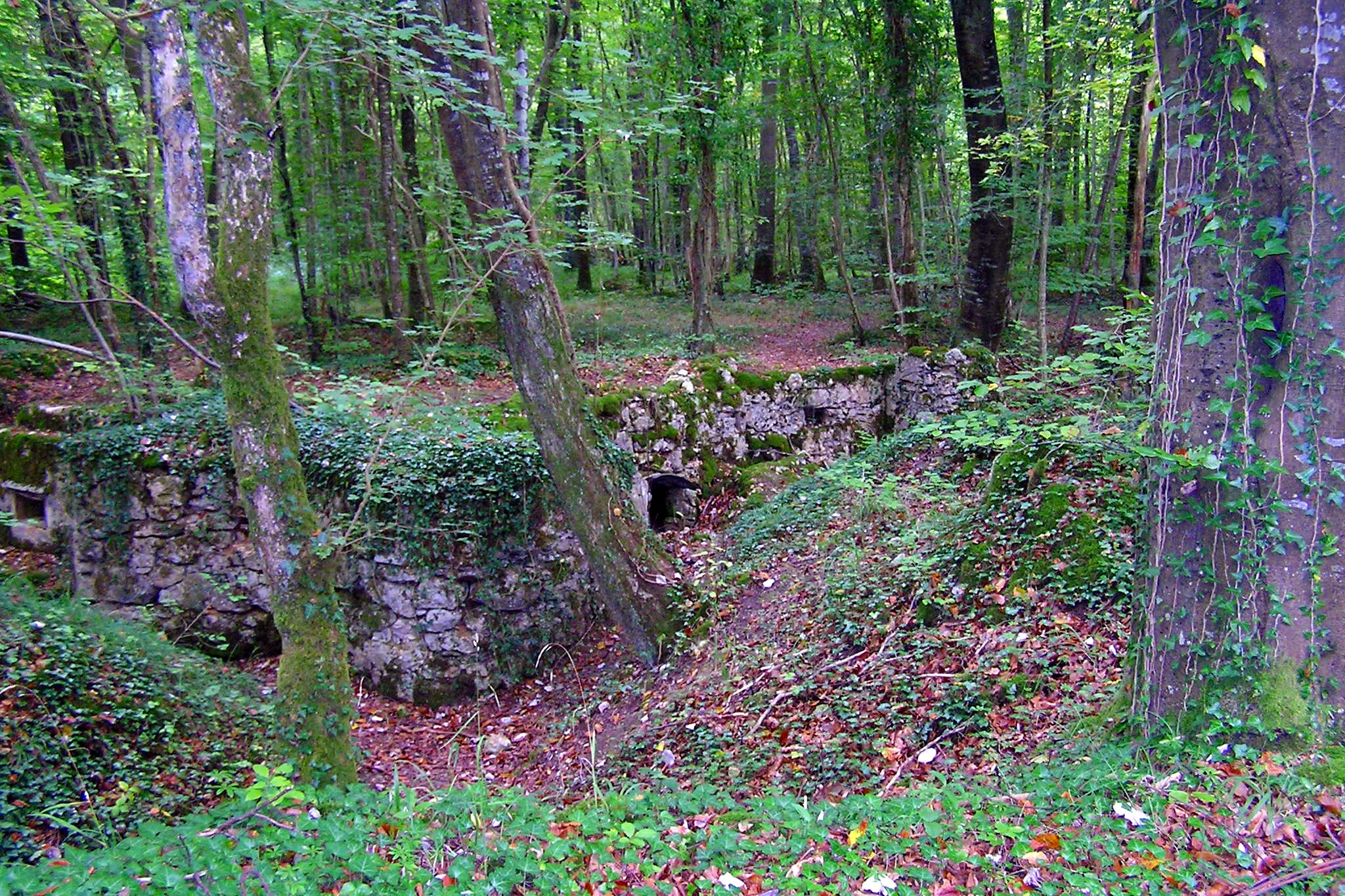
tranchée bétonnée.

## Filmographie
Le film américain Les Ailes de 1927 retrace la bataille de septembre 1918. Ce film reçoit l'Oscar du meilleur film en 1929, au cours de la 1re cérémonie des Oscars.

## Jeux vidéo
Dans les jeux vidéo Verdun et Battlefield 1, un des endroits où l'on peut combattre est le saillant de Saint-Mihiel.